# Arcidiocesi di Campo Grande
L'arcidiocesi di Campo Grande (in latino Archidioecesis Campi Grandis) è una sede metropolitana della Chiesa cattolica in Brasile. Nel 2021 contava 543.446 battezzati su 1.026.469 abitanti. È retta dall'arcivescovo Dimas Lara Barbosa.

## Territorio
L'arcidiocesi comprende 8 comuni nella parte centrale dello stato brasiliano del Mato Grosso do Sul: Campo Grande, Terenos, Bandeirantes, Jaraguari, Corguinho, Rochedo, Sidrolândia e Ribas do Rio Pardo.
Sede arcivescovile è la città di Campo Grande, dove si trova la cattedrale di Nostra Signora di Abadia e di Sant'Antonio.
Il territorio si estende su una superficie di 43.762 km² ed è suddiviso in 50 parrocchie, raggruppate in 5 foranie.

### Provincia ecclesiastica
La provincia ecclesiastica di Campo Grande, istituita nel 1978, comprende le seguenti suffraganee:
- diocesi di Corumbá,
- diocesi di Coxim,
- diocesi di Dourados,
- diocesi di Jardim,
- diocesi di Naviraí,
- diocesi di Três Lagoas.

## Storia
La diocesi di Campo Grande fu eretta il 15 giugno 1957 con la bolla Inter gravissima di papa Pio XII, ricavandone il territorio dalla diocesi di Corumbá e dalla prelatura territoriale di Registro do Araguaia (divenuta diocesi di Guiratinga nel 1969). Originariamente era suffraganea dell'arcidiocesi di Cuiabá.
Il 3 gennaio 1978 cedette porzioni del suo territorio a vantaggio dell'erezione della diocesi di Três Lagoas e della prelatura territoriale di Coxim (oggi diocesi).
Il 27 novembre dello stesso anno è stata elevata al rango di arcidiocesi metropolitana con la bolla Officii Nostri di papa Giovanni Paolo II.
Il 20 aprile 1986 è stato istituito il seminario regionale, dedicato a Maria Madre della Chiesa.

## Cronotassi dei vescovi
Si omettono i periodi di sede vacante non superiori ai 2 anni o non storicamente accertati.
- Antônio Barbosa, S.D.B. † (23 gennaio 1958 - 12 dicembre 1986 ritirato)
- Vitório Pavanello, S.D.B. (12 dicembre 1986 succeduto - 4 maggio 2011 ritirato)
- Dimas Lara Barbosa, dal 4 maggio 2011

## Statistiche
L'arcidiocesi nel 2021 su una popolazione di 1.026.469 persone contava 543.446 battezzati, corrispondenti al 52,9% del totale.
| anno | popolazione | popolazione | popolazione | presbiteri | presbiteri | presbiteri | presbiteri                | diaconi | religiosi | religiosi | parrocchie |
| anno | battezzati  | totale      | %           | numero     | secolari   | regolari   | battezzati per presbitero | diaconi | uomini    | donne     | parrocchie |
| ---- | ----------- | ----------- | ----------- | ---------- | ---------- | ---------- | ------------------------- | ------- | --------- | --------- | ---------- |
| 1959 | ?           | 158.954     | ?           | 53         | 1          | 52         | ?                         |         | 103       | 114       | 16         |
| 1966 | 234.000     | 306.000     | 76,5        | 65         | 2          | 63         | 3.600                     |         | 110       | 155       | 18         |
| 1968 | 274.000     | 343.000     | 79,9        | 66         | 2          | 64         | 4.151                     |         | 79        | 150       | 16         |
| 1976 | 406.384     | 507.980     | 80,0        | 76         | 6          | 70         | 5.347                     | 5       | 97        | 161       | 30         |
| 1980 | 296.000     | 370.000     | 80,0        | 51         | 3          | 48         | 5.803                     |         | 68        | 120       | 13         |
| 1990 | 394.000     | 484.000     | 81,4        | 18         | 15         | 3          | 21.888                    |         | 73        | 172       | 21         |
| 1999 | 550.000     | 700.000     | 78,6        | 78         | 28         | 50         | 7.051                     |         | 100       | 127       | 30         |
| 2000 | 550.000     | 700.000     | 78,6        | 90         | 34         | 56         | 6.111                     |         | 109       | 168       | 30         |
| 2001 | 550.000     | 730.000     | 75,3        | 94         | 30         | 64         | 5.851                     |         | 120       | 168       | 31         |
| 2002 | 550.000     | 730.000     | 75,3        | 96         | 36         | 60         | 5.729                     |         | 113       | 158       | 33         |
| 2003 | 550.000     | 730.000     | 75,3        | 94         | 27         | 67         | 5.851                     |         | 114       | 160       | 33         |
| 2004 | 1.634.696   | 2.169.688   | 75,3        | 101        | 31         | 70         | 16.185                    |         | 123       | 186       | 33         |
| 2006 | 1.673.000   | 2.222.000   | 75,3        | 100        | 30         | 70         | 16.730                    | 2       | 125       | 186       | 33         |
| 2013 | 543.292     | 913.096     | 59,5        | 106        | 41         | 65         | 5.125                     | 3       | 146       | 134       | 41         |
| 2016 | 557.000     | 936.000     | 59,5        | 130        | 53         | 77         | 4.284                     | 7       | 127       | 120       | 43         |
| 2019 | 569.400     | 958.300     | 59,4        | 128        | 49         | 79         | 4.448                     | 8       | 104       | 92        | 49         |
| 2021 | 543.446     | 1.026.469   | 52,9        | 126        | 54         | 72         | 4.313                     | 18      | 126       | 93        | 50         |